# Igreja de Nossa Senhora do Carmo (Macau)
A Igreja de Nossa Senhora do Carmo, também chamada de Igreja de Nossa Senhora do Monte Carmelo, foi construída, em 1885, no cimo de uma colina com vista para o mar, para a Vila da Taipa e para as mansões restauradas de estilo arquitectónico europeu situadas na antiga Praia da Taipa. Antes da construção da igreja, o Bispo D. Manuel Bernardo de Sousa Enes e o Governador Tomás de Sousa Rosa decidiram construir primeiro um cruzeiro no adro para experimentar a solidez do terreno. Naquela época, foi construída para servir a comunidade católica residente na ilha da Taipa e hoje continua a ser a única igreja católica da ilha. Ela marcou a chegada dos portugueses à Taipa. O local é muito popular para a celebração de casamentos e passeios.
No ano da sua fundação (1885), ela tornou-se na igreja matriz da Paróquia de Nossa Senhora do Carmo, uma das 6 paróquias da Diocese de Macau. Actualmente, esta paróquia engloba toda a ilha da Taipa.
Esta igreja tem aproximadamente uma área de 186 m². Ela é uma construção de rara beleza e inclui um campanário. O corpo da igreja é dividida em 3 níveis: a nave principal, o coro e a torre sineira. O seu interior é solene, espaçosa e pode acomodar, simultaneamente, mais de duzentos devotos. O altar-mor é presidido por uma imagem da Virgem Maria. De ambos os lados estão colocados 2 estátuas de anjos de guarda, para comemorar o centésimo aniversário da igreja. Nos dois altares laterais encontram-se, no lado esquerdo, a imagem de Jesus (vestido de Rei) e, no lado direito, a imagem de São José.